# Esteban de Lyon
Esteban de Lyon (s. V - Lyon, 13 de febrero de 512), fue un obispo francés, venerado como santo por la Iglesia Católica, y cuya memoria se recuerda el 13 de febrero.

## Hagiografía
Se sabe muy poco de Esteban. Algunas de las fuentes sobre su vida son el Martirologio Hieronimiano y otros afamados compendios, como The Book of Saints o "Libro de los santos", de los monjes de Ramsgate. El martirologio romano solo nos dice lo siguiente sobre élː 
"En Lyon, en la Galia, san Esteban, obispo. c. 512."
En todo caso se le describe como un mártir, o a veces como confesor, lo que en palabras de los estudiososː "...significa que sufrió por la fe sin llegar al martirio." La teoría de su martirio se desvanece con la afirmación de que murió por causas naturales. Se le atribuye la conversión de los burgundios arios al cristianismo ortodoxo. Tal vez, por ese motivo se afirme lo de que sufrió por su fe sin llegar a morir por ella.
Fue el 23° obispo de Lyon, sucediendo a Rústico, quién por comisión del rey ostrogodo Teodorico, debió apartarse de su cargo para emprender el encargo del rey.
Fue amigo personal de Enodio de Pavía, quien le describía como una persona con grandes dotes y a quien le encomendaba que orara por él. También lo menciona Avito de Vienne, en sus cartas, donde describe su celo religioso y otras virtudes especiales que a su juicio, lo hacía un hombre digno de admiración. Es por estos testimonios que se sabe que verdaderamente existió.
Falleció el 13 de febrero de 512, y sus restos reposan en la Iglesia de San Justo de Lyon. A su muerte, probablemente un hermano suyo, Vivenciolo, asumió la sede de Lyon.